# Kirche Jesu Christi der Heiligen der Letzten Tage (Dresden)

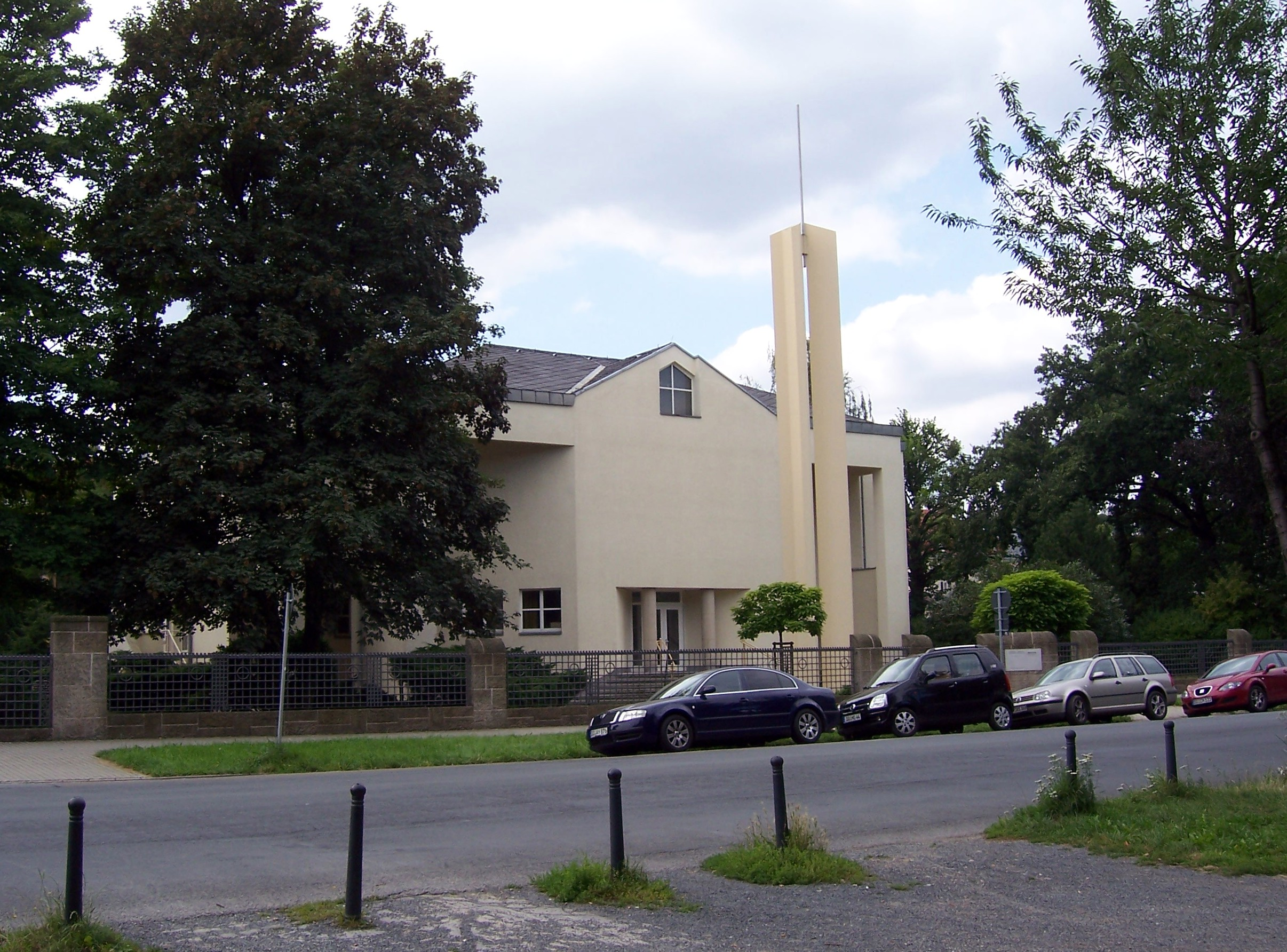
Gemeindezentrum an der Tiergartenstraße

Das Gemeindezentrum der Kirche Jesu Christi der Heiligen der Letzten Tage in Dresden befindet sich auf der Tiergartenstraße 42. Das Gebäude entstand 1988 als zweites Gemeindezentrum dieser Religionsgemeinschaft in der DDR und ist eines der wenigen Beispiele für die historisierende Postmoderne in der DDR-Architektur der 1980er-Jahre.

## Geschichte

### Vorgeschichte der Kirche in Dresden
Die Dresdner Gemeinde wurde am 21. Oktober 1855 vom Apostel Franklin Richards als vierte Gemeinde der Glaubensgemeinschaft in Deutschland gegründet. Kurz zuvor hatte sich der aus Meißen stammende Karl Gottfried Mäser gemeinsam mit seiner Frau und einem weiteren Mann in der Elbe taufen lassen, eine in der Kirche Jesu Christi notwendige heilige Handlung. Mäser, der zuvor in Dresden als Lehrer tätig gewesen war, musste daraufhin seine Stelle aufgeben und verließ wegen heftiger Anfeindungen 1856 Deutschland und ging in die USA. Ihm folgten weitere Mitglieder, sodass sich die Gemeinde wieder auflöste.
Erst nach dem Ersten Weltkrieg konstituierte sich die Kirche Jesu Christi der Heiligen der letzten Tage neu und durfte ihre Gottesdienste nun auch öffentlich feiern. Wegen der stark angestiegenen Mitgliederzahl gab es in Dresden zeitweise sogar zwei Gemeinden, welche für ihre Zusammenkünfte Räume auf der Zirkusstraße in der Pirnaischen Vorstadt und auf der Königsbrücker Straße 62 in Dresden-Neustadt nutzten. Infolge von Kriegszerstörungen gingen diese 1945 verloren bzw. mussten aufgegeben werden. Als Ersatz bekam die Dresdner Gemeinde einige Räume im früheren Offizierscasino auf der Dr.-Kurt-Fischer-Allee 12 (heute Stauffenbergallee) zugewiesen.

### Geschichte des Grundstücks
Zu den zahlreichen Villenbauten in der Umgebung des Großen Gartens gehörte bis zur Zerstörung am 13. Februar 1945 das Haus Tiergartenstraße 40, das sich im Besitz des Kommerzienrates Paul Leonhardt befand. Leonhardt nutzte die Villa als Wohnhaus und war zugleich Konsul von Bolivien. Das zugehörige Eckgrundstück auf Höhe des Carolasees erstreckte sich zwischen Tiergarten-, Oskar- und Wiener Straße und bezog auch das Areal des heutigen Gemeindehauses ein. Während des Zweiten Weltkriegs waren hier Teile des Dresdner Stadtarchivs ausgelagert, die bei der Zerstörung des Hauses durch den Bombenangriff vernichtet wurden. Die Ruine wurde in der Nachkriegszeit abgetragen. Erhalten blieb die Grundstücksumfassung entlang der Tiergartenstraße 40 und 42 bis zur Wiener Straße 75, die heute als Kulturdenkmal unter Schutz steht. Da der Neubau des Gemeindezentrums leicht versetzt zum ursprünglichen Gebäude errichtet wurde, erhielt dieses die Hausnummer 42.

### Hintergründe zum Neubau des Dresdner Gemeindezentrums
In der Nachkriegszeit und insbesondere nach Gründung der DDR verließen zahlreiche Mitglieder das Land, was zu einem Rückgang der Mitgliederzahlen in der DDR führte. Außerdem verzichteten die Mormonen auf die übliche Missionstätigkeit, um Schwierigkeiten mit der DDR-Partei- und Staatsführung aus dem Weg zu gehen, sodass die Zahl der Gemeindeglieder stagnierte. Insgesamt gab es in der DDR in den 1980er-Jahren ca. 4500 Mitglieder, die sich vor allem in den südlichen Bezirken konzentrierten. Die Dresdner Gemeinde gehörte dabei, neben Chemnitz und Leipzig, zu den größten der insgesamt 47 Gemeinden. Organisatorisch waren diese in drei „Pfählen“ organisiert, von denen einer seinen Sitz in Dresden hatte.
Erst in den 1980er Jahren änderte sich das. Nach einem Treffen führender Vertreter der Kirche Jesu Christi der Heiligen der Letzten Tage mit dem DDR-Staatsratsvorsitzenden Erich Honecker erhielt die Religionsgemeinschaft weitgehende Zugeständnisse. Entsprechend den getroffenen Absprachen durfte die Kirche sogar Regierungseinrichtungen für ihre Zusammenkünfte nutzen. Außerdem wurde die Errichtung eines Tempels im sächsischen Freiberg sowie von weiteren Gemeindezentren in verschiedenen Orten, darunter auch in Dresden, vereinbart. Hintergrund war zum einen das außenpolitische Streben der DDR nach internationaler Anerkennung, besonders in den USA. Der Kirche sprach die SED-Führung dabei einen vermeintlich großen politischen Einfluss zu, da zahlreiche Mitglieder in den USA hohe Regierungsämter bekleideten. Außerdem war das Einvernehmen zwischen der Kirche und der DDR-Führung darin begründet, dass sich die Mitglieder zu politischer Enthaltsamkeit und dem Verzicht auf die Einmischung in gesellschaftspolitische Fragen bekannten.
Nachdem in Freiberg 1985 der Freiberg-Tempel als erster in einem sozialistischen Land überhaupt eröffnet worden war, begann im März 1987 der Bau des Dresdner Gemeindezentrums. Im Zusammenhang mit der Weihe des Gemeindehauses am 26. Oktober 1988 kam es am Folgetag zu einer Begegnung zwischen Honecker und dem eigens angereisten Ratgeber des Präsidenten und Mitglieds des Kollegiums der Zwölf Apostel der Kirche Thomas S. Monson. Honecker erklärte dabei die Übereinstimmung von Sozialismus und christlichen Wertvorstellungen und Zielen, während Monson die vertrauensvolle Zusammenarbeit zwischen seiner Kirche und dem Staat und die ausgewogene staatliche Kirchenpolitik lobte. In einer aus Anlass der Weihe des Gemeindehauses in Dresden veröffentlichten Erklärung der Präsidentschaft der Kirche Jesu Christi der Heiligen der Letzten Tage in der DDR vom 28. Oktober 1988, die in den meisten Tageszeitungen der DDR erschien, wurden die wesentlichen Grundsätze des Selbstverständnisses der in der DDR lebenden Mitglieder erklärt.

### Bau und Eröffnung

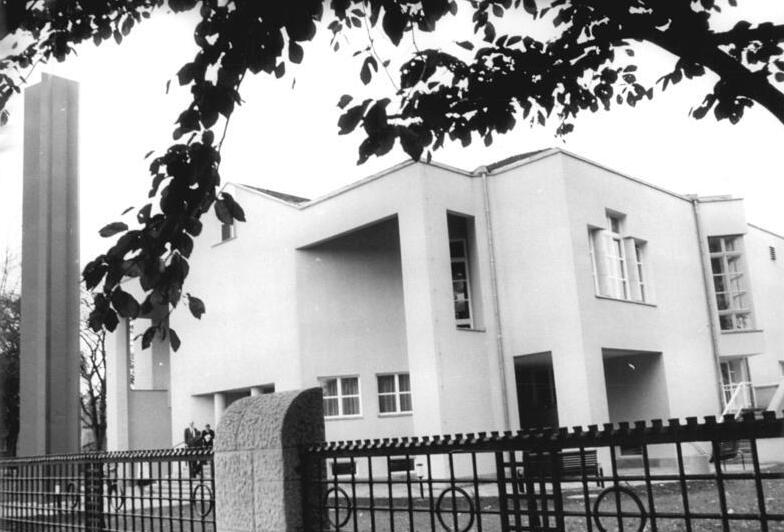
Gemeindezentrum am Tag der Einweihung 1988

Der Bau des Dresdner Gemeindezentrums erfolgte im Rahmen eines Sonderbauprogramms des Ministerrates der DDR und begann im März 1987. Die Ausführung übernahm der VEB Gesellschaftsbau Dresden mit Beteiligung von über 50 Kooperationspartnern. Die Planung stammte aus dem Planungsbüro des Betriebes unter Leitung von Dieter Hantzsche. Trotz ständigen Mangels an Material und Baukapazitäten konnten die Arbeiten in relativ kurzer Zeit vollendet werden. Die politische Bedeutung des Baus für die DDR-Partei- und Staatsführung unterstreicht, dass selbst bereits geschlossene Verträge mit der evangelischen Kirche gebrochen wurden. So ließ das DDR-Bauministerium mehrere bereits begonnene kirchliche Bauvorhaben stoppen und offiziell mit Planrückständen im vorrangigen Wohnungsbauprogramm begründen. Zugleich sicherte Honecker jedoch den Mitgliedern insgesamt 15 Neubauten von Gemeindezentren in der DDR zu. Die Finanzierung erfolgte jedoch ausschließlich aus Mitteln der Kirche und Spenden der Gemeindeglieder.
Am 27. September 1988 wurde der Neubau an die Gemeinde übergeben. Um auch Nichtmitgliedern die Möglichkeit einer Besichtigung zu geben, organisierte man eine „Woche des offenen Hauses“, die ca. 30.000 Menschen nutzten. Die offizielle Weihe des Gemeindezentrums erfolgte am 25. Oktober 1988 als zweites Gemeindezentrum der Kirche Jesu Christi der Heiligen der Letzten Tage in der DDR. Zuvor waren 1985 der Freiberg-Tempel sowie 1986 ein Gemeindehaus in Leipzig errichtet worden. Als Vertreter der Mutterkirche in den USA nahm daran Thomas S. Monson aus Salt Lake City, dem Hauptsitz der Kirche teil. Die DDR-Staatsführung wurde durch den Staatssekretär für Kirchenfragen Kurt Löffler vertreten. Löffler betonte dabei die „Gemeinsamkeit zwischen der SED und der Kirche, die Treue zu unserer Heimat DDR zu bekunden“. Monson erklärte, seine Kirche „ehre das Land, in dem sie wohne und gehorche den Gesetzen des Landes“. Mit seiner Eröffnung wurde das Dresdner Gemeindezentrum zugleich Sitz der Regionspräsidentschaft der Glaubensgemeinschaft in der DDR.

## Baubeschreibung
Das Gebäude wurde „im Stil klassischer Villenbebauung“ als zweigeschossiger Putzbau errichtet. Es respektiert die im 20. Jahrhundert gebauten Villen der Umgebung im Südwesten des Großen Gartens und ergänzt diese mit „maßvoll nachmodernen Erinnerungen klassischer Gestaltungselemente, wie geneigtes Satteldach, Sprossenfenster, Erker, Andeutungen von Pilastern etc“. Die Farbgebung des Hauses war ursprünglich ein gebrochenes Weiß, da diese Farbe in der Kirche als Zeichen innerer Läuterung gilt. Einen regionalen Bezug stellt das Gebäude durch sein Schieferdach her. Das Material stammt aus erzgebirgischem Schiefergestein, wobei Schiefer für die spätere DDR-Architektur ein selten genutztes Material war. Um die religiöse Funktion zu verdeutlichen, befindet sich vor dem Gebäude ein turmartiger Obelisk mit metallener Spitze.
Auch das Innere des Hauses ist weitgehend schmucklos gestaltet. Fußböden und Wände des Foyers bestehen aus weißem Marmor und bilden zu den aus Ahornholz gefertigten Türen einen Kontrast. Im Erdgeschoss liegen die Räume des Bischofs der Gemeinde und Unterrichtsräume für religiöse Unterweisungen. Hinzu kommen Garderobenräume und eine kleine Bibliothek. Zudem gibt es einen, durch zwei hölzerne Schiebetüren abgetrennten, Taufraum. Über eine Treppe gelangt man in die im Obergeschoss befindliche Kapelle, wo die wöchentlichen Abendmahls- und Predigtgottesdienste stattfinden. Neben der Kapelle liegt die Kulturhalle, ein für Konferenzen und größere Veranstaltungen nutzbarer Saal, der bei Bedarf durch verschiebbare Trennwände mit der Kapelle zu einem Raum vereinigt werden kann.
Zum Zeitpunkt seiner Einweihung galt das Gebäude als „sensationell…“; in der Bevölkerung war es umstritten: „Als einst in der Dresdner Tiergartenstraße – mitten im DDR-Sozialismus – ein Mormonentempel (sic!) entstand, erschien das den Menschen paradox. Das architektonisch moderne anspruchsvolle Bauwerk und die nahezu unbekannte, weil totgeschwiegene Geschichte der Mormonen wirkten damals wie Fremdkörper.“

## Mäser-Denkmal

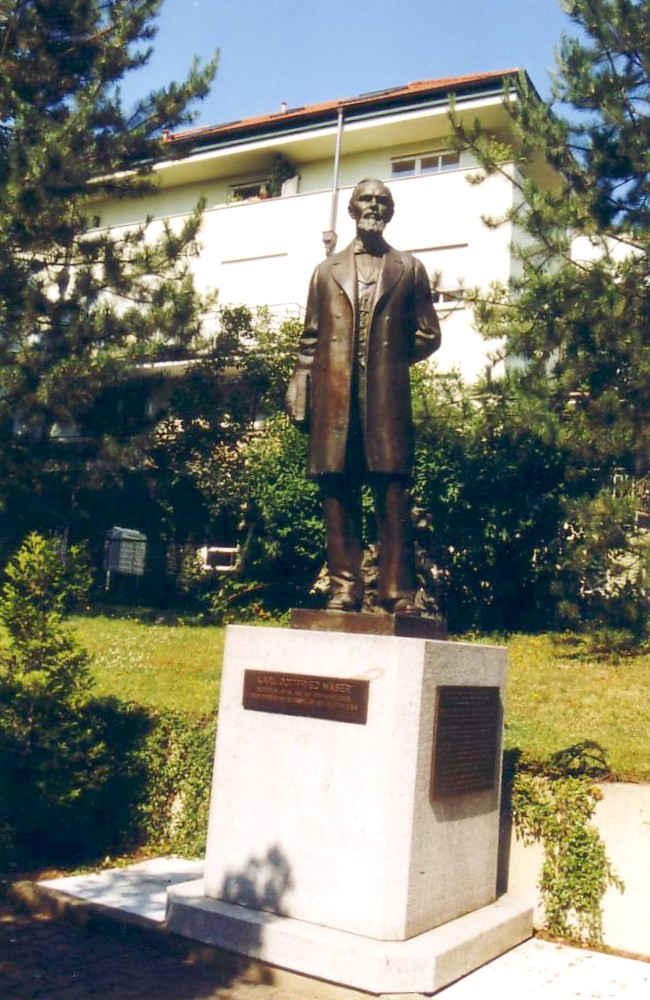
Mäser-Denkmal im Garten des Gemeindezentrums (2005)

Seit 2001 befindet sich auf dem Grundstück eine rund drei Meter hohe Bronzestatue des in Meißen geborenen Mitglieds Karl Gottfried Mäser. Mäser gehörte zu den Mitbegründern der ersten Dresdner Gemeinde, wanderte jedoch 1856 in die USA aus, wo er Gründer der Brigham Young University in Provo wurde und bis heute als einer der „Väter des Schulwesens“ im US-Bundesstaat Utah verehrt wird. Nachkommen der Familie stifteten 1999 die Statue, die ursprünglich vor dem Berufsschulzentrum in Meißen aufgestellt werden sollte. Nach heftigen Kontroversen um die Bedeutung Mäsers und Protesten der evangelischen Kirche lehnte die Stadt die geplante Schenkung ab. Als Alternative entschieden sich die Verantwortlichen der Kirche, das Denkmal auf dem Gelände ihres Gemeindehauses in Dresden aufzustellen. Die Plastik stellt eine Kopie des Mäser-Denkmals vor der Universität in Provo dar und wurde von Ortho Fairbanks geschaffen.